# Urogonodes
Urogonodes is een geslacht van vlinders van de familie eenstaartjes (Drepanidae), uit de onderfamilie Drepaninae.

## Soorten
- U. astralaina Wilkinson, 1972
- U. cervina Warren, 1923
- U. clinala Wilkinson, 1972
- U. colorata Warren, 1907
- U. flavida Warren, 1907
- U. flaviplaga Warren, 1923
- U. fumosa Warren, 1923
- U. macrura Warren, 1923
- U. patiens (Warren, 1906)
- U. praecisa Warren, 1923
- U. scintillans Warren, 1896